# Hermann Kennemann
Hermann Alexander Kennemann-Klenka (Soldin, 4 januari 1815 - Provincie Brandenburg, 11 april 1910) was een Pruisische radicale, extreem-nationalistische en xenofobische politicus en landeigenaar. Hij was mede-oprichter van de Deutscher Ostmarkenverein.

## Levensloop

### Achtergrond
Hermann Kennemann diende als officier in het 4. Infanterie-Regiment. Hij was tussen 1871 en 1907 ook de directeur van de Preußische Central-Bodenkredit-AG. Hermann Kennemann bekleedde tevens tussen 1886-1889 de post van Landesökonomierates in Klenka (Kreis Jarotschin) en was als lid van de Freikonservative Partei een afgevaardigde van Wahlkreis Posen 6 (Fraustadt - Kröben) in de Preußisches Abgeordnetenhaus.
Hermann Kennemann was een immens succesvol carrière-landbouwer en werd de grootste landbezitter in Posen nadat hij op 25-jarige leeftijd het Poolse landhuis bij Klenka had gekocht. Hij is het type par excellence van de niet-adellijke agrarische kapitalist in Oost-Pruisen.

### Deutscher Ostmarkenverein
Tijdens het bewind van Otto von Bismarck begonnen de etnische en culturele spanningen in de 18e eeuw geannexeerde Poolse gebieden te stijgen. Dit ging gepaard met groeiende tendensen van nationalisme, imperialisme en chauvinisme binnen de Duitse samenleving. Aan de ene kant werd een nieuwe wereldorde geëist met de wens om een Duits koloniaal imperium te creëren. En aan de andere kant, groeide het gevoel van vijandigheid tegenover andere nationale groepen binnen de Duitse staat.
Samen met Ferdinand von Hansemann en Heinrich von Tiedemann richtte hij op 3 november 1894 de Verein zur Förderung des Deutschtums in den Ostmarken in Posen op. De naamswijziging naar Deutscher Ostmarkenverein vond in 1899 plaats. De organisatie stond onofficieel bekend als H-K-TVerein, naar de achterletters van de drie oprichters. Aanhangers van de organisatie werden daarom (vooral door de Polen) ook Hakatisten genoemd. De belangrijkste doelen van de Ostmarkenverein waren de bevordering van germanisering van Polen in Pruisen en de vernietiging van de Poolse identiteit in de Duitse oostprovincies.
Groot-Polen werd tijdens de Duitse bezetting van Polen geannexeerd als onderdeel van de Rijksgouw Wartheland. Enkele straten in Poznań werden naar de oprichters van de Ostmarkenverein hernoemd: Hansemannstrasse (voorheen ul. Płowiecka), Kennemannstrasse (voorheen ul. Podkomorska) en Tiedemannstrasse (voorheen ul. Podstolińska).